# Babb
Babb é uma região censitária e uma comunidade não incorporada no condado de Glacier, estado de Montana, nos Estados Unidos na Blackfeet Indian Reservation. Existe ali um escola (Babb School),  escola e tipo  K-6  que tinha 36 estudantes em 2005.   Em 2010 tinha uma população de 174 habitantes, com uma média de idades de 31,9 anos.
As atrações nas proximidades incluem o  Many Glacier Hotel edificado em 1914.

## História
Foi fundada em 1905 como uma estação de correio, a vila tem esse nome graças a Cyrus C. Babb, um engenheiro que trabalhou no canal de irrigação de St. Mary.